# Big Black
A Big Black amerikai punk rock együttes volt. Tagjai: Steve Albini, Jeff Pezzati, Santiago Durango és Dave Riley. 1981-ben alakultak az illinois-i Evanstonban. Pályafutásuk alatt két nagylemezt, két válogatáslemezt és négy középlemezt jelentettek meg. Dalaik során az indusztriális metal elemei is megjelentek. 1987-ben feloszlottak, de 2006-ban újból összeálltak egy koncert erejéig. A tagok a Big Black feloszlása után sem hagyták abba a zenei karriert, új együtteseket alkottak vagy egyéb zenekarokkal/előadókkal együtt dolgoztak tovább. Dave Riley 2019-ben elhunyt, 59 éves korában.

## Diszkográfia

### Stúdióalbumok
- Atomizer (1986, bekerült az 1001 lemez, amit hallanod kell, mielőtt meghalsz című könyvbe)
- Songs About Fucking (1987)

### Egyéb kiadványok
- Lungs (1982, EP)
- Bulldozer (1983, EP)
- Racer-X (1984-EP)
- Headache (1987, EP)
- The Hammer Party (1986, válogatáslemez)
- The Rich Man's Eight Track Tape (1987, válogatáslemez)
- Sound of Impact (1987, koncertalbum)
- Pigpile (1992, koncertalbum)